# Philippe Kourilsky
Philippe Kourilsky (Boulogne-Billancourt, 22 luglio 1942) è un biologo, genetista e immunologo francese.
Ha diretto l'unità di genetica e immunologia molecolare dell'Istituto Pasteur di Parigi, è stato responsabile di ricerca presso Pasteur-Mérieux-Connaught (ora Sanofi Pasteur) e direttore di ricerca al Centre National de la Recherche Scientifique. 
È professore al Collège de France e membro dell'Accademia francese delle scienze.

## Pubblicazioni
Philippe Kourilsky, Gli artigiani della vita, Novara, Mondadori, 1989, ISBN 88-043-1097-9.